# Champions League de la OFC 2009-10
A la Lliga de Campions de la OFC 2009-10 hi participaren 8 equips de 7 països diferents: Nova Zelanda, Papua Nova Guinea, Fidji, Nova Caledònia, Salomó, Polinèsia Francesa i Vanuatu. Els equips es dividiran en dos grups de quatre equips cadascun, jugant partits d'anada i tornada.
Els guanyadors de cada grup jugaran la final del torneig, i el guanyador jugarà el Campionat del Món de Clubs de futbol 2010 representant a Oceania.

## Fase de Grups

### Grup A
| Equip            | Pts | PJ | PG | PE | PP | GF | GC | DG  |
| ---------------- | --- | -- | -- | -- | -- | -- | -- | --- |
| Auckland City FC | 12  | 6  | 3  | 3  | 0  | 13 | 5  | +8  |
| Waitakere United | 9   | 5  | 2  | 3  | 0  | 10 | 5  | +5  |
| AS Magenta       | 6   | 6  | 1  | 3  | 2  | 12 | 10 | +2  |
| AS Manu-Ura      | 1   | 5  | 0  | 1  | 4  | 2  | 18 | -16 |

### Grup B
| Equip         | Pts | PJ | PG | PE | PP | GF | GC | DG  |
| ------------- | --- | -- | -- | -- | -- | -- | -- | --- |
| Hekari Souths | 13  | 6  | 4  | 1  | 1  | 15 | 7  | +8  |
| Lautoka FC    | 12  | 6  | 4  | 0  | 2  | 12 | 6  | +6  |
| Tafea FC      | 8   | 6  | 2  | 2  | 2  | 8  | 11 | -3  |
| Marist FC     | 1   | 6  | 0  | 1  | 5  | 3  | 14 | -11 |

## Final
17 d'abril i 3 de maig de 2010.
| Partit | Equip 1       | Resultat global | Equip 2          | Resultat anada | Resultat tornada |
| ------ | ------------- | --------------- | ---------------- | -------------- | ---------------- |
| F      | Hekari Souths | 4:2             | Auckland City FC | 3:0            | 1:2              |